# Criosfera 1
El mòdul Criosfera 1 és el primer mòdul científic brasiler instal·lat en l'interior del continent antàrtic.

## Descripció
El mòdul mesura 2,5 m d'altura, 2,6 m d'amplada i 6,3 m de longitud i està instal·lat a 1,5 metres del sòl perquè la neu no s'acumuli al voltant. És a 670 km del pol Sud geogràfic i a 2.500 km al sud de l'Estació Antàrtica Comandant Ferraz.
Aquesta plataforma científica autosostenible, utilitza només el sol i el vent per a generar l'energia necessària als equipaments d'investigació atmosfèrica i instrumentació meteorològica instal·lada. El Criosfera 1 va ser concebut per a operar de forma autònoma, enviant dades científiques per a l'INPE (Institut Nacional d'Investigacions Espacials) durant tot l'any.

## Històric
El mòdul va ser inaugurat el dia 12 de gener de 2012 i es troba en funcionament des de llavors, enviant les dades via satèl·lit. L'Expedició Criosfera, responsable per la instal·lació del mòdul, va arribar a l'Antàrtida el 17 de desembre de 2011 i va ser coordinada pel Dr. Jefferson Cardia Simões, de la Universitat Federal de Rio Grande do Sul i director del Centre Polar i Climàtic. El professor Dr. Heitor Evangelista, de la Universitat de l'Estat de Rio de Janeiro, va coordinar totes les activitats científiques del mòdul, així com les logístiques i administratives.
Tota la instrumentació científica, els generadors d'energia eòlica i solar, així com el sistema de transmissió de dades per satèl·lit, van ser projectades i testades per l'INPE. A més d'aquestes tres institucions, van participar en l'expedició la Universitat Federal de Viçosa, la Universitat Federal de Rio Grande, i la Universitat Federal Fluminense i l'Observatori Nacional, a més de l'Institut Antàrtic Xilè.

## Reobertura
El mòdul necessita de manteniment anual. Per falta de recursos, l'equipament va estar fora de servei durant dos anys, fins que el 2019, va ser reactivat. Per posar-lo novament en marxa, va caldre enviar-hi un equip de 5 científics.